# سالوستيانو كانديا
سالوستيانو كانديا (بالإسبانية: Salustiano Candia)‏ (8 يونيو 1983 بأسونسيون في باراغواي - ) هو مدرب كرة قدم ولاعب كرة قدم باراغواياني في مركز الدفاع. شارك مع منتخب باراغواي لكرة القدم. أما مع النوادي، فقد لعب مع أتلانتي إف سي وأوليمبو وأوليمبيا أسونسيون وغودوي كروز ونادي أتليتيكو كولون وتيبورونيس روخوس دي فيراكروز وClub 2 de Mayo ‏.

## وصلات خارجية
- سالوستيانو كانديا على موقع قاعدة بيانات كرة القدم.إي يو (الإنجليزية)
- سالوستيانو كانديا على موقع ناشيونال فوتبول تيمز (الإنجليزية)
- سالوستيانو كانديا على موقع Soccerway.com (الإنجليزية)